# Małgorzata Nowaczyk
Małgorzata Joanna Nowaczyk (ur. 1964 w Gliwicach) – polsko-kanadyjska lekarka pediatra, genetyk, nauczycielka akademicka, pisarka, blogerka i genealog amator narodowości polskiej. Od 1 lipca 2016 roku profesor (ang. Professor) genetyki Uniwersytetu McMaster. Od 2018 magister sztuk pięknych (ang. Master of Fine Arts). 

## Życiorys
Urodziła się w 1964 w Gliwicach w rodzinie Wielkopolanina Józefa Nowaczyka (1939–2009) i pochodzącej spod Lwowa Krystyny z domu Wiśniowskiej (ur. 1941). W sierpniu 1980 w wieku piętnastu lat wyemigrowała z rodzicami przez Austrię do Kanady.
W 1990 ukończyła studia z biochemii i medycyny na University of Toronto, uzyskując tytuł MD (ang. Doctor of Medicine). Praktykowała w szpitalach w Toronto (Hospital for Sick Children), Paryżu (Hôpital Necker Enfants Malades) i Bostonie (Boston Children's Hospital). W 2002 roku została kierownikiem Zakładu Genetyki Klinicznej Uniwersytetu McMaster i pełniła tę funkcję do 2007.
Od 2007 jest członkiem Wielkopolskiego Towarzystwa Genealogicznego „Gniazdo”.
W latach 2014–2017 dyrektorka programu szkoleniowego Canadian College of Medical Geneticists (CCMG), oddział McMaster University. Od 2016 prezes Scientific Program Committee CCMG,
Laureatka konkursu literackiego "Przychodzi wena do lekarza" w roku 2016 oraz 2018.  

## Życie prywatne
Żona prof. Jamesa Douketisa. Matka Jacka i Luke'a. Mieszka w Hamilton w Kanadzie.
Jest wnuczką podporucznika rezerwy Wojciecha Nowaczyka (1896–1980) – powstańca wielkopolskiego i sołtysa wsi Lasek w latach 1945–1963.

## Publikacje
Jest autorką ponad 100 artykułów z genetyki, a także dwóch książek na temat genealogii:
- Poszukiwanie przodków: genealogia dla każdego (2005, 2015)[17].
- Rodzinne drzewo zdrowia: genetyka dla każdego (2007)[18].

Jej opowiadania oraz eseje opublikowano w kanadyjskich, amerykańskich oraz polskich periodykach literackich. W roku 2017 zredagowała oraz wydała w Guernica Editions, Toronto, antologię kanadyjsko-polskich opowiadań „Polish[ed]” (wraz z Kasią Jarończyk).